# Pyrrhura leucotis
Pyrrhura leucotis là một loài chim trong họ Psittacidae.